# آرتبوب (ألبوم)
فن البوب (بالإنجليزية: ARTPOP)‏  هو الألبوم الاستديو الرابع للفنانة الأمريكية ليدي غاغا, الألبوم صدر في 11 نوفمبر 2013.
ARTPOP هو مشروع يجري تطويره مع تطبيق للهواتف الذكية.
اعلنت قاقا عن الالبوم في 3 أغسطس 2012 من خلال حسابها الخاص على موقع التواصل الاجتماعي تويتر.
بدأ تسجيل الابوم في سنة 2011 حتى ربيع 2013 بينما كانت قاقا تعرض في  جولة حفلة ولدت بهذه الطريقة (بالإنجليزية:  The Born This Way Ball)‏

## وصلات خارجية
- آرتبوب على موقع ميتاكريتيك (الإنجليزية)
- آرتبوب على موقع أول موفي (الإنجليزية)